# Homoneura nigricauda
Homoneura nigricauda är en tvåvingeart som beskrevs av Malloch 1929. Homoneura nigricauda ingår i släktet Homoneura och familjen lövflugor. Inga underarter finns listade i Catalogue of Life.